# Salines de Sant Antoni (Amposta)
Les salines de Sant Antoni, de Roca o de la Tancada són unes salines del delta de l'Ebre actualment en desús, a Amposta, incloses a l'Inventari del Patrimoni Arquitectònic de Catalunya.

## Descripció
Les salines són situades a la Tancada i limiten a l'est amb el desguàs de la Societat de l'Eucaliptus, al sud-est amb el port dels Alfacs i a l'oest amb el canal de la Capitana. Tenen una superfície de 100 hectàrees.
Resten encara les divisions de les basses saladores i els dipòsits de concentració, amb algunes de les tanques; i els edificis, de planta rectangular, maçoneria emblanquinada i teulada a doble vessant, amb planta baixa i primer pis, o diversos pisos, on s'allotjaven els treballadors en època d'extracció.
També es conserva l'edifici on estaven les màquines.

## Història
Aquestes salines són fruit d'una antiga tradició del Delta que se'n va fins a l'època àrab i que va tindre una forta incidència a la conca mediterrània al segle xv.
El monopoli de la sal restà en mans de l'Estat fins a l'any 1869.
El 4 de desembre de 1936 el Consell Municipal va facultar al Conseller d'Economia perquè procedís a la confiscació, que es va realitzar a la fi d'aquell mes. El propietari, José Roca, resident a Tarragona, va recórrer la sentència i el 14 de setembre de 1937 se li tornà l'empresa.
Les salines foren abandonades cap al 1970.
A més, allà s'hi allotjaven els pescadors de la Confraria de Sant Pere que feien feina a la Tancada.